# Cyrtillus albofasciatus
Cyrtillus albofasciatus is een keversoort uit de familie van de boktorren (Cerambycidae). De wetenschappelijke naam van de soort en van het geslacht Cyrtillus werd voor het eerst geldig gepubliceerd in 1917 door Christopher Aurivillius.
De soort werd door Eric Mjöberg ontdekt in Mount Tambourine, Queensland (Australië).